# Okres Wągrowiec
Okres Wągrowiec (polsky Powiat wągrowiecki) je okres v polském Velkopolském vojvodství. Rozlohu má 1040,8 km² a v roce 2023 zde žilo 68 996 obyvatel. Sídlem správy okresu je město Wągrowiec.

## Gminy
Městská:
- Wągrowiec

Městsko-vesnické:
- Gołańcz
- Mieścisko
- Skoki

Vesnické:
- Damasławek
- Wapno
- Wągrowiec

## Města
- Gołańcz
- Mieścisko
- Skoki
- Wągrowiec

## Sousední okresy
| Růžice kompasu | Chodzież | Piła            | Nakło   | Růžice kompasu |
| Růžice kompasu | Oborniki | Sever           | Żnin    | Růžice kompasu |
| Růžice kompasu | Oborniki | Okres Wągrowiec | Żnin    | Růžice kompasu |
| Růžice kompasu | Oborniki | Jih             | Żnin    | Růžice kompasu |
| Růžice kompasu | Poznaň   | Poznaň          | Gniezno | Růžice kompasu |